# Polská lidová armáda

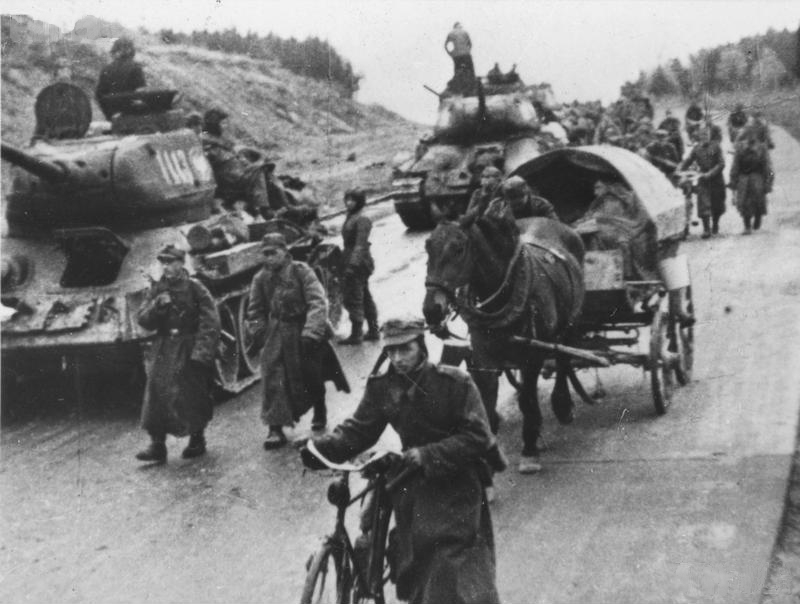
Polská armáda 1945

Polská lidová armáda (Ludowe Wojsko Polskie, LWP) – obecný název polských ozbrojených sil zformovaných v letech 1943 až 1944 v SSSR a z nich vycházející Polská armáda ("Wojsko Polskie") v Polsku v období 1944 až 1952 a Ozbrojené síly Polské lidové republiky v letech 1952 až 1989.
Název Polská lidová armáda se používal všeobecně od padesátých let 20. stol. státními orgány i propagandou a také literaturou té doby pro zdůraznění svazku s politickým zřízením ve státě. Ale nebyl to oficiální název.
Oficiální názvy ozbrojených sil v Polsku toho období byly:
- 29. 7. 1944 do roku 1952 jako Polská armáda, později "Ozbrojené síly Polské republiky" ("Siły Zbrojne Rzeczypospolitej Polskiej"),
- a od 1952 "Ozbrojené síly Polské lidové republiky" ("Siły Zbrojne Polskiej Rzeczypospolitej Ludowej").

Názvy Ozbrojené síly PLR a Polská armáda resp. Polská lidová armáda se vždy používaly záměnně. Ve 40. letech se podobně používal také název „Obrozená polská armáda”.
V letech 1947 až 1950 Polská armáda slavila svátek 9. května, v den státního svátku vítězství a svobody. Od roku 1950 do r. 1992 byl Dnem Polské armády 12. říjen - výročí bitvy u města Lenino.